# Megalotragus
Genre
Megalotragus est un genre éteint de bovidés africains du Pliocène et du Pléistocène, appartenant à la tribu des Alcelaphini.

## Description
Megalotragus ressemblait à l'actuel bubale roux (Alcelaphus buselaphus) mais était de plus grande taille. En effet il atteignait 1,4 m de hauteur d'épaules et était de fait un des plus grands bovidés des Alcelaphinae.

## Liste des espèces
- Megalotragus issaci Harris 1991
- Megalotragus kattwinkeli (Schwarz 1932)
- Megalotragus priscus Van Hoepen, 1932

## Référence
- van Hoepen, 1932 : Voorlopige beskrywing van Vrystaatse soogdiere. Paleontologiese Navorsing van die Nasionale Museum, Bloemfontein, vol. 2, n. 5, p. 63-65 (af).